# 馬拉坎南宮
馬拉坎南宮，或稱马拉卡南宫，當地又稱馬拉干鄢宮（Malacañan Palace，舊稱Malacañang Palace）是菲律賓的總統府與總統官方居所（不一定為實際官邸）。它座落在馬尼拉市的聖米格爾區的帕西河邊。在菲國的政治和日常語彙中，馬拉坎南宮是菲律賓總統、行政部門、或菲律賓政府的同義詞。

## 名稱
「馬拉坎南」這個名字的由來有幾種說法：
- 漁夫之地[2]
- 神明所在地[2]
- 大個子的人的家[2]
- 河岸右邊[2]

儘管名稱由來有幾個講法，但普遍認為名稱出自他加祿語。至於拼寫是Malacañan或Malacañang，則因時代而異。
在西班牙統治菲律賓的時期，西語書籍把地方名稱記載為Malacañang。但美國統治菲律賓時則把地方改名為Malacañan（把最尾的G移除）。在菲律賓獨立後，總統拉蒙·麥格塞塞則恢復西班牙時代的串法。
最後，總統科拉桑·阿基諾於1986年把總統府名稱定為Malacañan，但以Malacañang一詞來代表總統辦公室。此做法與美國用「白宮」一詞來代表總統辦公室一樣。
實際上，如果一份文件是由總統簽署的話，文件抬頭會印上Malacañan Palace。但如果文件是由總統的下屬簽署的話，文件抬頭則會印上Malacañang。

## 簡介
這建築於1750年依西班牙殖民風格建成，原本是西班牙貴族Don Luis Rocha的避暑別墅，而後賣給José Miguel Formente上校。
1825年被政府徵收，從此成為西班牙的每位菲律賓都督的臨時夏季居所。
1863年馬尼拉地震摧毀都督在王城區的官邸後，即為自Rafael de Echague y Berminghan後菲律賓政府首長的宅邸。
美西戰爭後，西班牙政府將菲律賓以2,000萬美元的代價，售予美國。馬拉坎南宮在美屬時期亦成為文人總督的官邸，這期間擴建的行政大樓Kalayaan Hall已轉型為博物館。
總計有18位西班牙的總督（軍事總督）、14位美國的菲律賓總督（文官總督）、和除了菲律賓革命期間獲選為首位菲律賓總統的艾米里俄·阿圭那多（Emilio Aguinaldo）住在自宅外的每位總統都曾居於馬拉坎南宮；但自1986年柯拉蓉成為總統以來，只有艾若育總統真正住在宮內，其他總統都住在附近。 
從1986年人民力量革命後，馬拉坎南宮曾多次被反叛軍佔領。1989年的未遂政變期間還曾遭T-28 Trojan軍機轟炸。其他還包括2001年第二次人民力量革命。

## 圖集

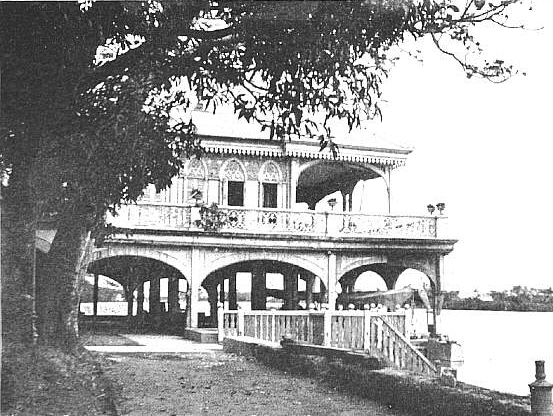
1898年的马拉卡南宮
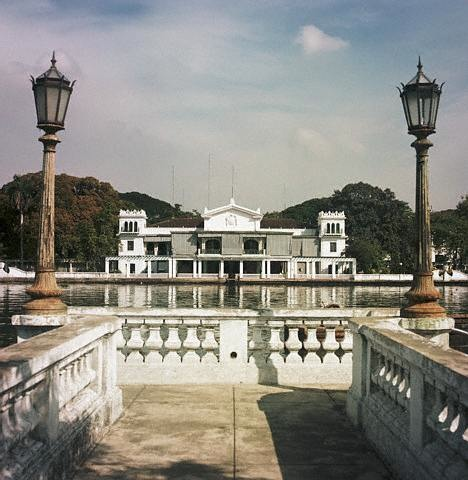
1940年的马拉卡南宮
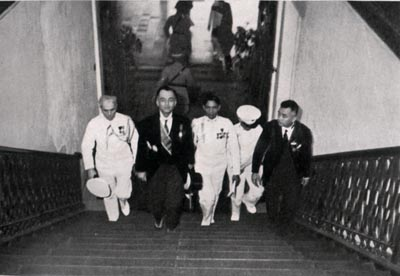
曼努埃爾·奎松總統走在主樓梯上
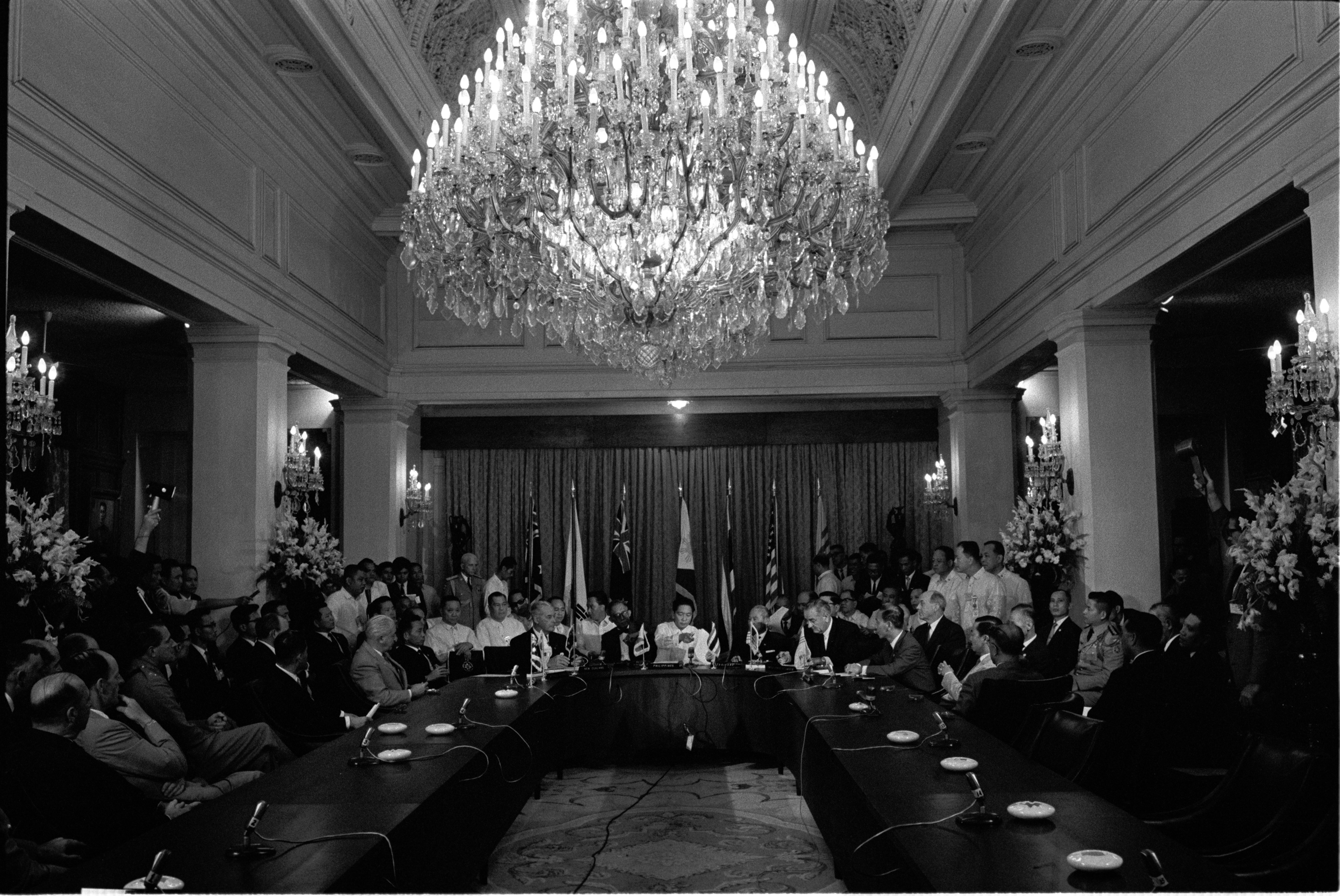
馬可仕總統在宮內主持東南亞條約組織會議
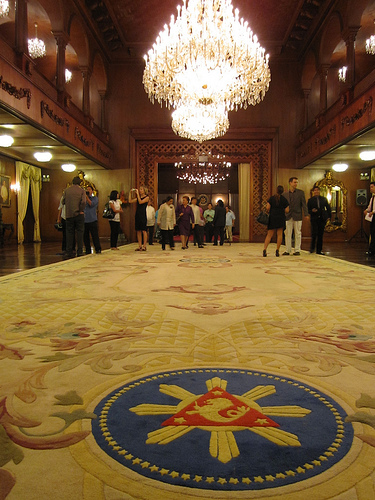
宴會廳

## 外部連結
- 馬拉坎南宮 （页面存档备份，存于）, 總統博物館與圖書館
- 馬拉坎南宮歷史與地圖
- OpenStreetMap上有關馬拉坎南宮的地理